# Roncola (Treviolo)
Roncola [ˈroŋkola] (La Róncola [laˈɾoŋkola] in dialetto bergamasco) è una frazione del comune di Treviolo, in provincia di Bergamo, di circa 900 abitanti distante circa 8 km dal capoluogo orobico. È talvolta denominata Roncola Bassa per distinguerla dall'omonimo comune Roncola.
La frazione si estende da via Carso a via Enrico Frizzoni e da via Vincenzo Amato a via dei Ceresini.
Altre vie importanti sono: via Ambrosioni e via Cristoforo Colombo.

## Luoghi d'interesse
Nella frazione si trovano la chiesa del Sacro cuore, edificata nel 1922 e la chiesetta di Santa Maria nascente, attigua alla Villa Volpi, edificata dall'omonima famiglia con forme fastose.

## Festività
Celebri sono le festività della frazione: la festa dello sport che si svolge nel mese di maggio, il palio roncolese tra la fine di giugno e l'inizio di luglio, la manifestazione Canto anch'io, a settembre, e la festa d'autunno nel mese di ottobre.